# The Girl Problem (film 1919)
The Girl Problem è un film muto del 1919 diretto da Kenneth S. Webb e prodotto dalla Vitagraph Company of America. Sceneggiato da C. Graham Baker su un soggetto di Joseph F. Poland, aveva come interpreti Corinne Griffith, Walter McGrail, Agnes Ayres, William David, Julia Swayne Gordon, Eulalie Jensen.

## Trama

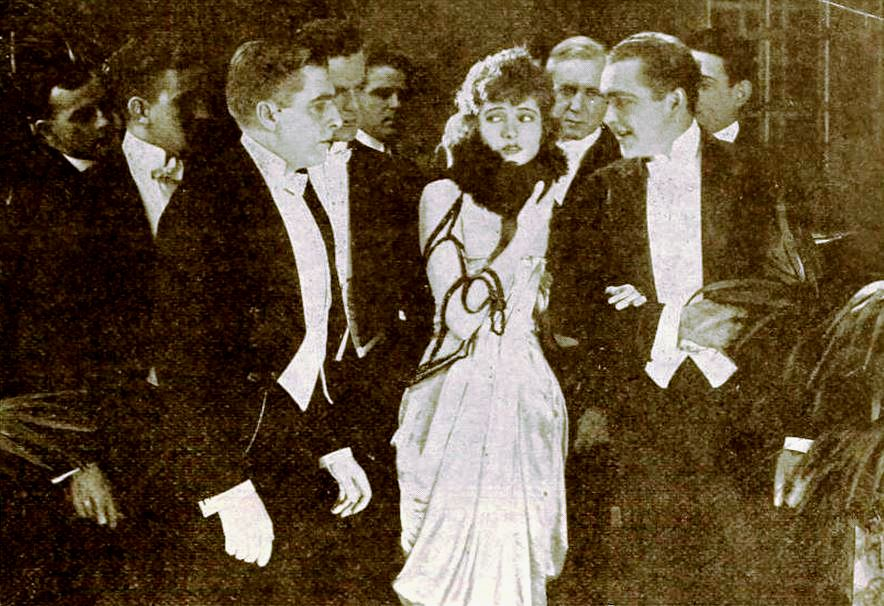
Corinne Griffith in una scena del film

Modella di giorno e scrittrice di notte, Erminie Foster si sente insultata quando lo scrittore Ernest Sanford si propone di studiarla come tipica flapper dell'epoca. L'uomo, però, più tardi, fingendosi suo cugino, la salva dall'essere buttata fuori da un ricevimento nel quale lei si era imbucata. Tornata a casa alle tre di notte, Erminie trova la porta di casa sbarrata, chiusa a chiave dalla zia che trova scandaloso che la nipote torni a casa a quell'ora di notte. Ancora una volta, Sanford la soccorre, invitandola a passare la notte nel suo appartamento, dove potrà restare sotto la protezione della sua governante. Volendo ispirarsi a lei per il libro che sta scrivendo, riesce a convincerla a restare a vivere da lui. Ben presto, i due scrittori pubblicano ognuno il loro libro: quello di lui, che ha scritto una satira sulle donne, è un grosso flop mentre Erminie, con la sua satira sugli uomini, ha grande successo.
Erminie, che continua a vivere da Sanford, scopre che lo scrittore è minacciato da Monte Ralston, un innamorato di Helen, la fidanzata di Sanford. Ralston, che vuole rovinare il rapporto tra Helen e il fidanzato, vuole rendere pubbliche delle lettere compromettenti. Erminie, per salvare Sanford, sacrifica la sua reputazione per recuperare le lettere. Dopo che il fidanzamento è rotto, Helen e Monte raccontano a Sanford come sono andate le cose e lui, fino a quel momento totalmente ignaro del sacrificio di Erminie, perde il suo atteggiamento superiore nei confronti della ragazza e confessa di amarla.

## Produzione
Il film fu prodotto dalla Vitagraph Company of America.

## Distribuzione
Il copyright del film, richiesto dalla Vitagraph, fu registrato il 5 febbraio 1919 con il numero LP13375.
Distribuito negli Stati Uniti dalla Vitagraph Company of America, il film uscì nelle sale cinematografiche il 3 marzo 1919.
Non si conoscono copie ancora esistenti della pellicola che viene considerata presumibilmente perduta.